# Mouchegh Ichkhan
Mouchegh Ichkhan (en arménien : Մուշեղ Իշխան), né Mouchegh Djenderedjian (Մուշեղ Ճենտերեճեան) en 1913 à Sivrihisar (Empire ottoman) et mort le 12 juin 1990 à Beyrouth (Liban), est un écrivain, poète, enseignant et journaliste arménien.